# 魔術師タンタロンの12の難題
『魔術師タンタロンの12の難題』（まじゅつしタンタロンのじゅうにのなんだい、英語：The Tasks of Tantalon）はイギリスのパズル・ゲームブック。著者はスティーブ・ジャクソン。絵はステファン・レーヴィス。
原書は1985年にオックスフォード・ユニバーシティ・プレスより刊行された。 

## 概要
美麗なイラストで描かれた、いくつものパズルを読者が解いていく作品。単なるパズルブックと異なり、ゲームブックシリーズ「ファイティング・ファンタジー」と世界観を共有する豊かな背景が設定されているので、パズルを解いていけば同時進行で物語を追うことができる。

### 企画の経緯
本書が作られることになったきっかけは、オックスフォード・ユニバーシティ・プレスの編集者デビッド・フィックリングが、スティーブ・ジャクソンとイアン・リビングストンのところへ「より低年齢層向けのゲームブックを作らないか」と話を持ち掛けたことである。フィックリングの構想は「選択肢の幅が少なく、サイコロも使わない代わりに、極彩色のイラストレーションで読者を惹きつける作品」というものだったが、ジャクソンは子供向け作品に興味を示さなかった。ただ、そこから「極彩色のイラストレーション」を単なる装丁ではなく本自体の主題とするという発想に至った。
ギリシャ神話にてヘラクレスが挑んだ12の難事を基とし、同じような設定をファイティング・ファンタジーに落とし込むことができれば、新たな可能性が開けるのではないかと考えたジャクソンは、謎の考案に取り掛かった。エディンバラからロンドンへと向かう7月の汽車旅の中で、ジャクソンは12の謎のうち10までを考えついていた。
それからジャクソンとフィックリングはイラストレーター探しを始めたが、2年間も手を取られる遠大な作業を引き受けてくれるような人材は、たやすく見つからなかった。ようやくフィックリングが連れてきたステファン・レーヴィスは、本書のアイディアにすっかり興奮し、ジャクソンと何回かパブで昼食を囲みながら、激しく議論を交わしあった。なお、その時点での書名は『タンタロスの12の難題』とされていたが、後になってギリシャ神話にタンタロスという人物がいたと判明したため、『タンタロンの12の難題』に改名された。
1985年9月に原書が出版されると、読者からヒントや解答を求める手紙が何百通もジャクソンのもとに舞い込むようになった。しかし、売り上げに期待できない解答編だけを刊行してくれる出版社はなかったので、ジャクソンは本書のヒント集となる小冊子を自費で作成し、頒布した。

### 日本での展開
日本語版は1987年2月28日、柿沼瑛子による翻訳で社会思想社から刊行された。
本書に添付されたハガキに謎の解答を記入して社会思想社に送付すると、正解者の中から抽選で50名に特製「アドベンチャーゲーム・テレホンカード」が贈られるキャンペーンが催された。ところが、4月20日の締切までにハガキを送った正解者はわずか4名であり、本書の出題が日本の読者にとっても難問であったことが明らかとなった。この結果を受けて、キャンペーンの締切は8月末まで延長された。
雑誌『ウォーロック』Vol.13 - 19には、ジャクソンが作成したヒント集の内容が7回にわたって連載され、VOL.20に全問の解答が掲載された。

## あらすじ
ガランタリア国と、その他3つの王国が繰り広げた戦争は、長引く中で多くの犠牲者を出した。ガランタリア国王夫妻が後継者を残さぬままに死去したとき、危急存亡の国を統治する人物として推挙されたのは、賢者として名高い宮廷魔術師タンタロンであった。
政治のみならず軍略にも長けていたタンタロンによって、戦況は大きく変わった。2年後にはガランタリア国の優勢が決定的となり、ついに4つの王国間で平和条約が結ばれるに至った。
しかし、戦争を優先させたためにガランタリアの内政には問題が山積みとなっており、そのすべてを再び他国との緊張が高まる前に解決するには、タンタロンは歳を取りすぎていた。
そこでタンタロンは、ガランタリアを苛む諸問題への挑戦者を、広く国中から募ることにした。やがて何百人もの参加者が、栄誉と褒章を求めて宮殿に押し寄せた。彼らが挑んだ大冒険探索行を、後世の人はタンタロンの12の難題と呼んだ。

## 12の難題と最後の謎

### 1.アイケンのダンスタブル卿を救え
有徳の騎士ダンスタブル卿は賊によって囚われ、4か月の間スティン城の牢獄につながれていた。救出に向かった君が目にしたのは、燃えさかる奈落の上にロープで吊るされた彼の姿だった。ロープはいくつもの複雑に噛み合わさった滑車を伝い、レバーにつながっていた。レバーを正しい方向に倒せば、彼を奈落から引き上げることができるが、もし誤ったのであれば彼の命はないだろう。
最初の問いには何ら不可解な秘密はなく、読者はレバーを一方に倒したときのロープや滑車の動きを素直にたどっていけばいい。垂直に絡み合う滑車群の動きを追うのは煩雑な作業だが、最後にはダンスタブル卿を釣り上げているロープにたどり着ける。ただ、そのころになると読者はすでにレバーを倒した方向を忘れがちなのであった。

### 2.悪魔魚の息の根を止めよ
エーデ河口の要塞都市フィックリングに赴いた君は、近海を荒らしまわる悪魔魚を釣り上げるため、海の生物の食習慣を調べ上げることにした。怪魚退治に必要となる餌は、銅貨何枚で買い求められるだろうか。
2問目もまた素直な絵パズルであり、悪魔魚が喰らいついている巨大な金魚のそのまた餌となる魚……と食物連鎖を逆にたどっていくことで、簡単に正解へとたどり着ける。
ジャクソンの原案では、海の断面図のようなものがあって上には漁船が浮かび、下では様々な種類の魚や海の生き物が互いに食い合っている、というものだった。ところが、イラストを仕上げたレーヴィスの芸術的演出は鮮やかであったものの、ジャクソンが考えていた食物連鎖の3/4が削られていたため、構想よりはかなり易しい謎となった。

### 3.老魔女を引っとらえ、連れ帰ること
ガランタリア国の「腐敗の巣」と呼ばれるウィア町に踏み入った君は、邪悪な老魔女の不意を突いて拘束しようとする。しかし幻術に長けた魔女は、町中を自分と同じ姿の虚像でいっぱいにしてしまった。こうなっては、すべての虚像を追いかけて捕えるしかない。
このパズルには陰険な側面があり、主要なイラスト内のほか、四隅の枠や標題から顔をのぞかせている魔女も数に入れる必要がある。その一方で、歯の抜けた魔女や頭の禿げた魔女は、別人なので数えてはいけない。
なお、ウィア町の市場の中で、露店の下に立ち、青い上着をまとい赤い剣を握っている人物は、レーヴィス自身の似姿である。

### 4.エーデ河の流れをせきとめよ
エーデ河の激流を制御しようという試みは、これまでことごとく潰えてきた。そして今、新たに築造されたばかりの堰の前では、4人の老学者が議論を交わしていた。この堰は河の水を完全に遮るのではなく、8つの給水栓を通じて水量を調節するように造られていたが、老学者たちが原図を紛失してしまったため、操作の方法がわからなくなっていたのだった。調査の結果、3つの給水栓を閉めるだけで全体の流れを止められると判明したが、それらは何番の栓だろうか。
絵パズル自体はそれほど難しいものではなく、ジャクソンのもとに寄せられた手紙でも、ほとんどの読者が正答にたどり着いていた。水は開いた給水栓からパイプを伝って流れ落ち、パイプの接合部では分流しつつ、時にボイラーやコックや流れ樋を経て下っていく。9つの流出口のうち、2つからは水が出ていないので、そこに通じている給水栓はすでに閉じられていると気づけば、謎解きは容易になる。
注意深く見ると、他とは少し色味の異なるパイプが1か所ある。これはイラストの完成間近になって、謎があまりに簡単になっていることが発覚したため、急いで描き足された部分である。

### 5.ブリムストーン竜の黄金の山を宮殿に持ち帰れ
クラグロック峰のふもとの洞窟に居を構えるブリムストーン竜は、金銀財宝をしこたま貯め込んでいた。君は旅の中で手に入れた透明薬を飲むと、効き目が続いている間に宝をかき集めようとする。
これは解説を要するほどの謎ではなく、イラスト内にある大量の金貨をすべて数え上げれば済む。それでも読者は大いに悩むこととなるはずである。作者のジャクソンですら、初めてイラストを見たときは5回中に2回しか正解に達することができなかった。
竜のイラストをめぐって、ジャクソンとレーヴィスは少しばかり口論をしている。ジャクソンの見解では、竜があまりにマンガ的であり、「さあ、とっとと疑問を片づけちまおうじゃないか」とでも言っているようだった。そこでジャクソンは竜の目を修正液で真っ白に塗りつぶし、脅威的な感じを与えようとした。しかしその修正はレーヴィスに拒否され、実現しなかった。

### 6.捕えられ、魔法にかけられたハムの四王子を救出せよ
君はグリーンベック河岸の朽ちかけた寺院に侵入し、幽閉された4人の王子を救出しようとした。ところが王子たちはカエルの姿に変えられており、4匹のツノトカゲによって監視されていた。ツノトカゲの虫に対する底なしの食欲を知る君は、捕まえてきた蜂を見せて監視者たちをおびき寄せ、その隙に王子たちを脱出させようとする。狭い廊下で一列に並んでいるカエル王子とツノトカゲは、自分の前の板石が空いていれば進み、敵対者の背後の板石が空いていれば跳び移ることができる。全員の位置を入れ替えたなら、無事に王子たちを連れだせるだろう。
ジャクソンは、この謎が一番難しかったかもしれないと述べている。このパズルは、古くから居酒屋で行われてきたゲームを基にしている。8枚のコインを一列に並べ、左の4枚を「頭（ヘッド）」、1マス開けて右の4枚を「尾（テイル）」とする。「頭」は右に、「尾」は左に進んでいき、後ろに戻ることはできない。また、それぞれのコインが移動できるのは、自分の前の空いたマスか、敵対物の背後の空いたマスに限られる。4枚すべての「頭」を右に、同じく4枚の「尾」を左に移すことができたら、ゲーム終了である。

### 7.ミノタウロスの手にある王家の宝石を奪回せよ
王家の宝石は、地下迷宮に潜むミノタウロスの手にあった。予言者ファルゴンによると、迷宮の4つの入口のうち、安全な道に通じる物は1つしかない。そして神秘の青い宝珠「シャントスの珠」の導きに従えば、迷宮の深奥にたどり着けるだろう。
この謎は2段階に分かれている。まず、イラストに描かれた迷路を解いて、王家の宝石に通じている入口を突き止める。該当する入口は複数あるが、シャントスの珠に映し出された数字と照らし合わせることで、正解がわかる。ただし出題ページの宝珠はサンプルであり、本物のシャントスの珠は本書の至る所にばらまかれた類似の宝珠の中に紛れている。

### 8.変幻自在の力を持つ魔法の指輪を探せ
かつて、持ち主に偉大な力を授ける魔法の指輪が、妖術師ツァールによって盗み出された。君はツァールの死後に遺産を引き継いだ錬金術師モルファスを訪ねたが、彼は指輪の存在を否定し、失われたものと思っていると語った。モルファスは偽りを述べているのかもしれないが、魔法の指輪は周囲の風景と同化して探索者の目を欺く特性を備えているため、見つけ出すのは容易ではない。
この謎のイラストは、レーヴィスが最初に手掛けたものである。良く描かれた絵であるのと同時に、パズルは非常に難しく、作者ジャクソンですら魔法の指輪を探し出すのに10分間を要した。

### 9.地下に逃れたカスパーの偽王ターグを探せ
ガランタリア国の先王コンスタインを暗殺したターグは、新王を僭称したものの結局は追われる身となり、田園地帯への潜伏を余儀なくされた。果たして彼の隠れ場所はどこか。
アナグラムを用いた簡単なパズルである。読者に示された地図上には「キャットグレープ葡萄園」や「カープの門」といった固有名詞がちりばめられているが、これらに何か特別な意味があるわけではない。また、「地下に逃れた」のだから「廃坑」が正解か、というわけでもない。答えは地図上の地名にはっきりと表れている。

### 10.黄金の十字架をフォリンの人々のもとに戻せ
フォリンの町を守る戦いで命を落とした指揮官ホルンヘルムは、生前に黄金の十字架をどこかの地中に埋めて保管していた。ホルンヘルムの未亡人セレンドラと面会した君は、財宝の隠し場所を示した地図の巻物を受け取った。巻物に記されたメッセージによれば、探索は「ウィンドスウェプト荒野のもっとも高い木」から始まる。
出題ページには、ウィンドスウェプト荒野の地図と、ホルンヘルムの幽霊が描かれた風景画が掲載されている。パズルの大半は地図をよく見れば解けるのだが、風景画の方にも重大な鍵が隠されている。おそらく読者はまず地図に描かれた木の高さを計ってみると思われるが、その手法では正解にたどり着けない。巻物に記されたメッセージに従い、ひとつひとつの木立が出発点としてふさわしいか、検討する必要がある。だが、巻物の指示にある「川の上流に向かって」とか「東を向いて」といった方角については、地図からは読み取れない。ここではじめて風景画を活用することになる。

### 11.牢獄塔に幽閉されたレディ・カサンドラを救出せよ
宮廷に仕えていたレディ・カサンドラは、魔女の牙連峰の魔物たちによってさらわれ、牢獄塔に幽閉されていた。塔には見張りがいなかったが、その代わり扉に固く錠が下ろされていた。どのような鍵であれば、この扉を開けるだろうか。
この謎のイラストは、レーヴィスが最後に手掛けたものである。ジャクソンは自ら考案した錠の仕組みを説明するのに長い時間を費やし、コーンフレークの空き箱の厚紙を使って実演までして見せたが、レーヴィスの理解を得られなかった。ついにレーヴィスの方が、より単純でしかも完璧なデザインをジャクソンに提示し、そちらが採用された。
この謎については難解な部分はなく、イラスト内の錠にぴったり合う形状の鍵を探してくるだけである。ただし出題ページの中に正解の鍵はない。

### 12.メデューサに捕われた騎士デューク卿を馬上に戻せ
石化の魔力を備えた怪物メデューサ退治に向かった君は、銀の鏡で魔力を跳ね返し、怪物自身を石に変えることに成功した。あとはデューク卿を救い出すだけだったが、メデューサのねぐらには7人の戦士の石像が並んでいた。手元の石化解除薬は1人分しか残っていないので、7人の中からデューク卿を見つけなければならない。
デューク卿を見分ける手掛かりは、本書のあちこちに隠されている。例えば物語の冒頭には「顎ひげをたくわえたデューク卿であった」という一節があるので、顎ひげのない人物を除外できる、というわけである。

### 13.石板探し
12の難題をすべて達成し、宮殿に帰還した君を待ち受けていたのは、タンタロンが2日前に死去したという報せだった。遺言により君に渡された小箱の中身は、数字の刻まれた複数の石板と、タンタロンからの最後の謎かけを記した巻物だった。
12の難題の答えは、いずれも数字で表される。ジャクソンの原案によるタンタロン最後のメッセージは、「個々の解答の数をすべて加え、合計がXXXであれば君は全問正解したことになる」程度の物だった。しかし後になるとジャクソンは、物語が目覚ましいエンディングもないままに尻すぼみで終わるのではないかと、心配になってきた。そこでジャクソンは、フィックリングのくれた改善のヒントを基にして、完璧なエンディングを仕上げることにした。
まず読者は、これまでの解答の和と同じ数が刻まれた石板を、本書の中から探さなくてはならない。もし該当する石板がどこにもないのなら、答えが間違っていたということである。首尾よく石板を見つけ出せたなら、それが最後の謎の出発点となる。タンタロンのメッセージを注意深く読み解けば、手掛かりが「視力」とわかるはずである。

## 書誌情報
- 『魔術師タンタロンの12の難題』社会思想社、1987年2月28日。ISBN 4-390-50181-X
  - 著：スティーブ・ジャクソン、画：ステファン・レーヴィス / 訳：柿沼瑛子